# Pierre Wellhoff
 (juin 2013).
Si vous disposez d'ouvrages ou d'articles de référence ou si vous connaissez des sites web de qualité traitant du thème abordé ici, merci de compléter l'article en donnant les références utiles à sa vérifiabilité et en les liant à la section « Notes et références ».
Pierre Wellhoff, dit Étienne Valette, né le 18 mars 1904 à Paris et porté disparu en mars 1944, est un résistant français du réseau Gallia.

## Biographie
Pierre Wellhoff est né le 18 mars 1904 dans une famille de banquiers.
Classe 23 par devancement d'appel ; Incorporé au 19e train des équipages à Fontainebleau, suit le peloton de sous officiers, devient brigadier instructeur au 1er contingent 24 et maréchal des logis instructeur au 2e contingent.
Il passe son brevet de chef de section et accompli une période en 1929 comme maréchal des logis. Nommé dans la réserve maréchal des logis chef, adjudant, adjudant chef. Mobilisé en septembre 1938 comme adjudant chef
et remobilisé le 24 août 1939 comme adjudant chef à la 228e compagnie du 23e train auto. Proposé par son chef d'unité sur les listes d'avancement.
A été nommé sous lieutenant le 25 mars 1940 et affecté le 10 mai 1940 à la 328e Compagnie du train 23, et a exercé du 10 mai au 31 mai 1940 le commandement des T.R. de la 2e D.L.M.
Cité à l'ordre de la division le 31 mai 1940, ordre no 60/D.L.M. signé Général BONGRAIN.
Assidu aux périodes de réserve, il est adjudant-chef à la déclaration de guerre. En mars 1940, il est officier. Le 31 mai 1940 il est cité à l'ordre de la 2e division légère mécanique.
À Dunkerque, le 1er juin 1940, Pierre Wellhoff embarque, avec sa compagnie, sur le Scottia, vapeur britannique bientôt coulé en mer du Nord. Blessé par un éclatement de bombe, sans brassière de sauvetage, Pierre Wellhoff est pris à bord du torpilleur français Branle-bas, puis transbordé sur un cargo hollandais. Nu et sans-papiers, il rallie enfin l'Angleterre. D'abord hospitalisé, Wellhoff choisit de rentrer en France après l'armistice.
À Liverpool, Pierre Wellhoff embarque le 1er juillet 1940, sur le navire anglais Swinburn qui le débarque à Casablanca où il est démobilisé, le 8 août 1940.
À Lyon, dès 1941, Pierre Wellhoff entre en contact avec un cercle de résistants. Pierre Wellhoff est l'oncle de Tony de Graaff. Louis De Graaf, père de Tony, est chargé de conserver et de changer les devises reçues d'Angleterre à l'intention de Jean Moulin, délégué général du général de Gaulle en Zone Sud. Avec son associé Schuster, Louis De Graaff tient un bureau dans la charge d'agent de change Mayet, 4 rue de la République à Lyon.
Pierre Wellhoff est au réseau Gallia, création commune du BCRA et de l'état-major des MUR (Mouvements unis de la Résistance). Il est agent P2 (permanent) du réseau KATANGA (GALLIA R.P.A.). Après le coup de filet de Caluire, il est de ceux qui étudient la possibilité de faire évader les hauts responsables dont Jean Moulin tombés aux mains de l'ennemi.
Après l'arrestation du général Delestraint, il est nommé (par Jean Moulin) chef du cinquième bureau de l'Armée Secrète (bureau crée dans la Résistance pour "l'action directe").
Le 28 octobre 1943, un déjeuner de famille est prévu au domicile de Louis De Graaff, 47 rue Tête-d'Or à Lyon. Dans la matinée, trois policiers arrêtent Mayet à la Bourse. L'agent de change les emmène à ses bureaux où ils arrêtent Schuster. Les policiers poussent les deux hommes chez les De Graaf. Au cours de la perquisition, Louis De Graaf s'effondre, mort. Sur ces entrefaites, Pierre Wellhoff entre. Il est arrêté. Les trois hommes sont emprisonnés. Ce drame décide Tony de Graaff à passer en Grande-Bretagne.
Pierre Wellhoff est interné à la prison Montluc, interrogé par Klaus Barbie dans les locaux du Sipo-SD à l'école de santé militaire de la rue Berthelot à LYON.
Le 18 mars 1944, il est vu, par sa sœur Suzanne, au travers des fenêtres de l'infirmerie de la prison Montluc.
Ce sera la dernière fois qu'il sera identifié.
Il est mort sous la torture sans avoir parlé.
Porté disparu, il est mort pour la France.

## Distinctions
- Médaille de la Résistance
- Croix de guerre avec palme[5]
- Chevalier de la Légion d'honneur
- Interné résistant[6]
- Commandant à titre posthume[7]